# Park Narodowy Pan de Azúcar
Park Narodowy Pan de Azúcar (hiszp. Parque nacional Pan de Azúcar) – park narodowy w Chile położony w regionach Atakama (prowincja Chañaral) i Antofagasta (prowincja Antofagasta). Został utworzony 10 lipca 1985 roku i zajmuje obszar 437,54 km².

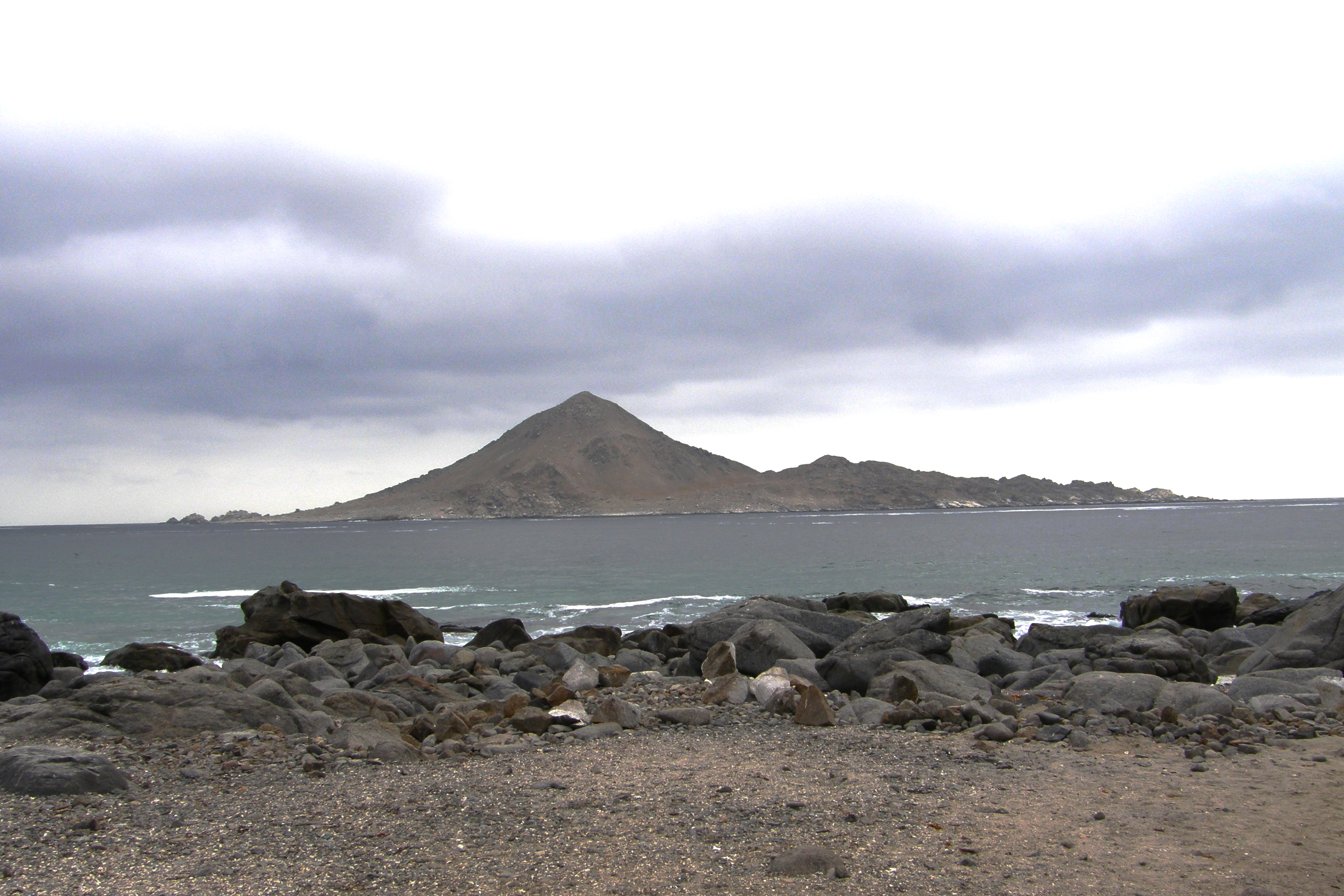
Wyspa Pan de Azúcar

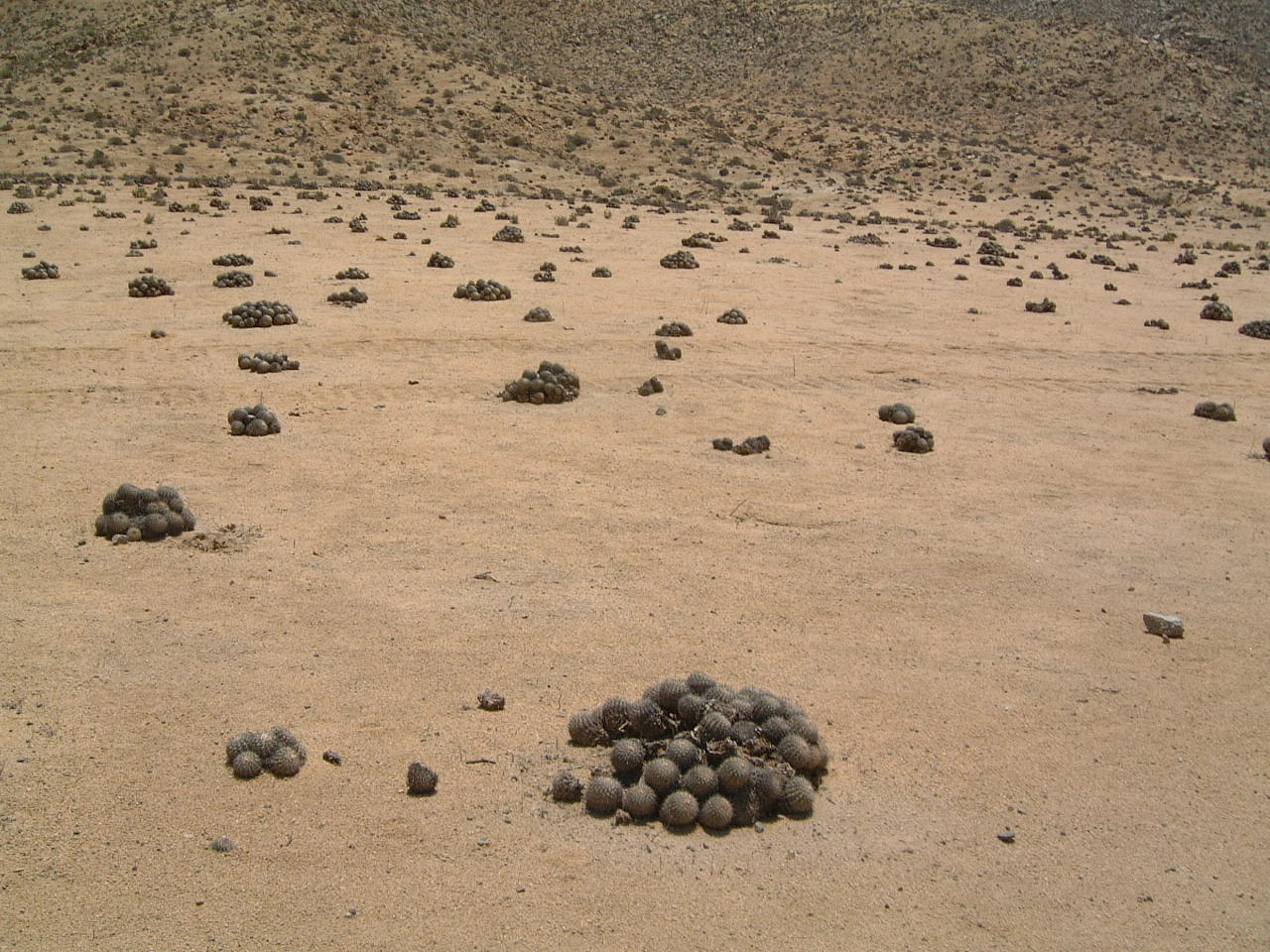
Kaktusy z gatunku Copiapoa cinerascens

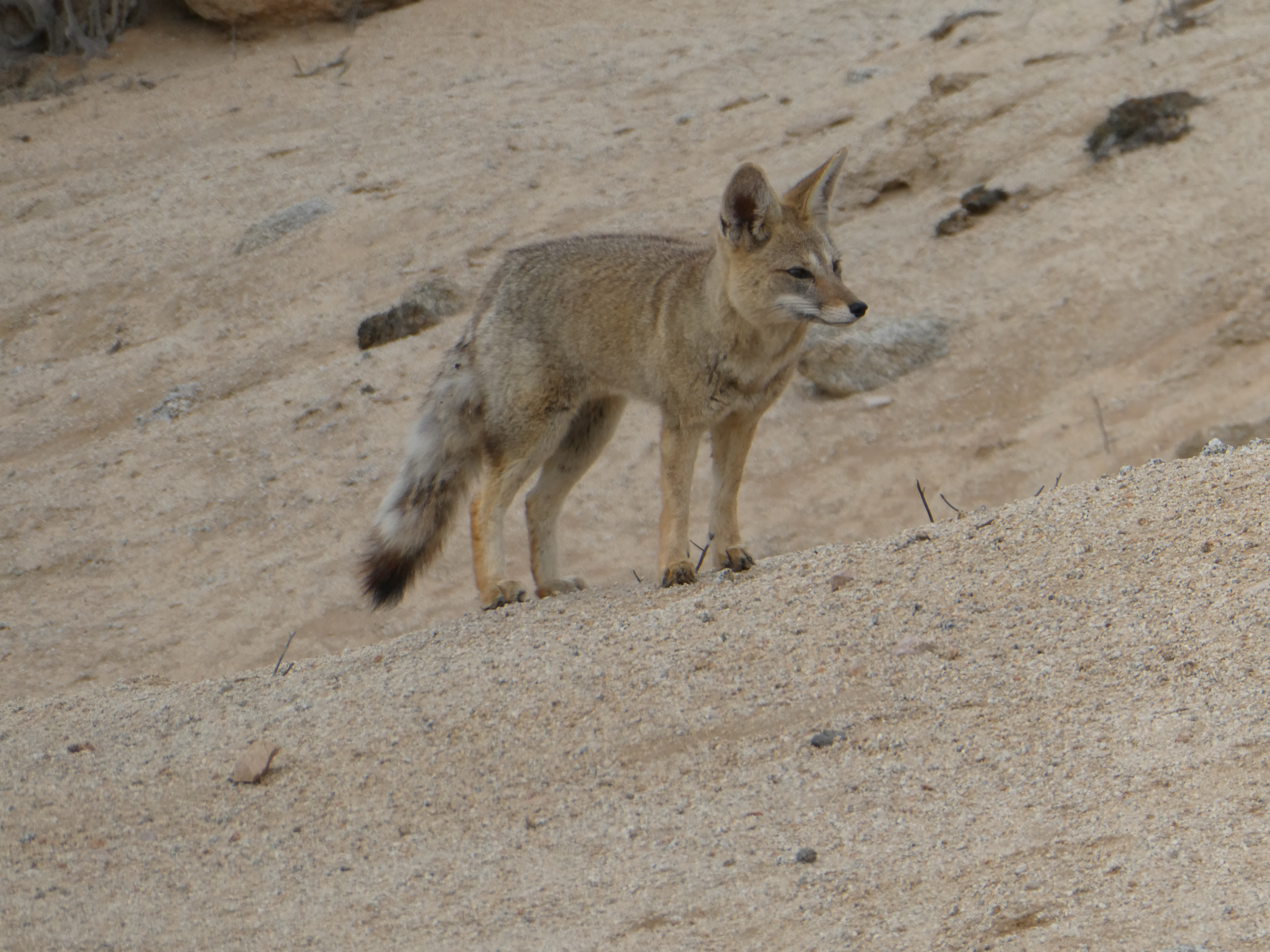
Nibylis argentyński

## Opis
Park obejmuje fragment pustyni Atakama na wybrzeżu Oceanu Spokojnego oraz wyspę Pan de Azúcar, wysepki Las Chatas i skały przybrzeżne Las Mariposas.
Klimat pustynny. Średnia roczna temperatura wynosi +15 °C. 

## Flora
W parku występują głównie kserofity. Dużo z nich jest endemicznych. Wyróżniają się kaktusy, z których 18 gatunków jest endemitami. Są to m.in. kaktusy z rodzaju Copiapoa takie jak Copiapoa grandiflora, Copiapoa columna alba, Copiapoa longistaminea, Copiapoa lauii, Copiapoa cinerascens, Copiapoa cinerea i inne. Rośnie tu również m.in.: Atriplex deserticola, Adesmia atacamensis, Euphorbia lactiflua, Eulychnia saint-pieana, Gypothamnium pinifolium, Heliotropium pycnophyllum, Heliotropium inconspicuum, Oxyphyllum ulicinum, Gymnophyton foliosum, Deuterocohnia chrysantha, Eriosyce rodentiophila, Gutierrezia taltalensis. 
Na wybrzeżu rośnie także m.in.: Distichlis spicata oraz Skytanthus acutus.

## Fauna
Z ssaków na terenie parku żyją m.in.: gwanako andyjskie, puma płowa, tłustoogonek wytworny, wampir zwyczajny, nibylis andyjski, nibylis argentyński. W oceanie oraz na wybrzeżu i wyspach spotkać można takie ssaki jak m.in.: grindwal długopłetwy, butlogłów południowy, wydrak patagoński i uchatka patagońska.
Na wyspie Pan de Azúcar znajduje się duża kolonia narażonego na wyginięcie pingwina peruwiańskiego. Inne ptaki, występujące głównie na wybrzeżu, to m.in.: turko wąsaty, petrelec olbrzymi, nurzec peruwiański, głuptak peruwiański, rybołów, brzegowiec, fregata wielka, trzęsiogon ciemny, czapla czarnobrzucha oraz narażony na wyginięcie burzyk różowonogi.
Płazy i gady żyjące w parku to m.in.: Liolaemus atacamensis, Liolaemus platei, Liolaemus nigromaculatus, Renella atacamensis, Tachymenis chilensis.